# Amillarus ruficollis
Amillarus ruficollis là một loài bọ cánh cứng trong họ Cerambycidae.